# Booth Bros.
Booth Bros. war ein Montagewerk für Kraftfahrzeuge und damit Teil der Automobilindustrie in Irland.

## Unternehmensgeschichte
Das Unternehmen mit Sitz in Dublin wird erstmals 1938 erwähnt. In dem Jahr begann die Montage von Automobilen. Die Teile kamen von MG, später auch von der Wolseley Motor Company. 1954 oder 1955 kam es zur Fusion mit W. F. Poole & Company zu Booth Poole & Company.

## Fahrzeuge
Die Express Auto Company hatte bereits von 1936 bis 1938 MG montiert. Gesichert überliefert ist von Booth Bros. nur das Modell MG TD.
Ein namentlich nicht genanntes Unternehmen montierte ab 1935 Wolseley in Irland. Booth Bros. begann damit erst nach dem Zweiten Weltkrieg.

## Produktionszahlen
Nachstehend die Zulassungszahlen von MG- und Wolseley-Fahrzeugen in Irland aus den Jahren, in denen Booth Bros. sie montierte. Die Zahlen der letzten beiden Jahre beinhalten auch die Montagen bei Booth Poole & Company, da eine Splittung innerhalb eines Jahres nicht möglich ist.
| Jahr      | MG            | Wolseley | Summe         |
| --------- | ------------- | -------- | ------------- |
| 1938      | nicht bekannt |          | nicht bekannt |
| 1939      | nicht bekannt |          | nicht bekannt |
| 1946–1953 | nicht bekannt |          | nicht bekannt |
| 1954      | 62            | 230      | 292           |
| 1955      | 152           | 125      | 277           |
| Summe     | 214           | 355      | 569           |